# Pheidole bambusarum
Pheidole bambusarum är en myrart som beskrevs av Auguste-Henri Forel 1908. Pheidole bambusarum ingår i släktet Pheidole och familjen myror. Inga underarter finns listade i Catalogue of Life.